# Vladna palača, Trst
Vladna palača je prva palača na levi strani (gledano iz morja) na Velikem trgu v Trstu, ta je skupaj z gričem Svetega Justa najbolj obiskana turistična točka v središču mesta. Kot je razvidno iz imena samega, je v njej od nekdaj sedež predstavništva italijanske vlade. Sicer je bilo poslopje od vsega začetka namenjeno za sedež političnih predstavnikov oblasti.
Prvotno je do tega prostora segal mandrač (manjše pristanišče), v osemnajstem stoletju pa je cesarica Marija Terezija dala zgraditi novo pristanišče in mandrač zasuti. Tu je bil leta 1764 sezidan »Statthalterei«, se pravi poslopje deželnega glavarstva (it. Luogotenenza), navadno dvonadstropno poslopje brez posebnih olepšav, kateremu so leta 1825 dozidali še tretje nadstropje. Že leta 1902 so stavbo porušili in na njenem mestu je dunajčan Emil Artmann zgradil današnjo palačo. Pritlični del je povsem prekrit s kamnito oblogo, zgornja nadstropja pa so okrašena s steklenimi mozaiki Muranskih umetnikov. Monumentalni vhod dobesedno izstopa iz pročelja in je sestavljen v spodnjem delu iz stebrišča, ki se po prvem nadstropju nadaljuje v visokem pokritem balkonu. Na strehi zaključuje palačo balkonska ograja iz obdelanega kamna. Med letoma 1962 in 1963 je bila stavba popolnoma obnovljena, posebno v notranjosti.
Ob prehodu Trsta pod Kraljevino Italijo sta se v palačo naselila prefekt in vladni komisar s svojimi pisarnami, ki zavzemajo pritličje, prvo in tretje nadstropje. V drugem nadstropju se nahajajo saloni državnega predstavništva in bivalni prostori za visoke državne predstavnike in tuje predsednike ali vladarje na obiskih v Julijski krajini. To nadstropje ima dostop do  balkona nad vhodnim stebriščem, od kod gostje uživajo nad razgledom na trg, pristanišče in zaliv ter alpske vrhove v ozadju.
Notranjost palače je bogato opremljena z umetniškimi in zgodovinskimi posebnostmi, vendar ni dostopna javnosti.